# El Girbau
Can Girbau o el Girbau és un mas històric al terme de Castellar del Vallès (al Vallès Occidental) construït durant la segona meitat del segle xiv. La seva funció, és fonamentalment el d'una masia de treballadors agrícoles situada a 565 metres d'altitud. Està situat en el camí rural que surt del carrer del Forn de Can Sallent junt al camí de Castellar del Vallès a la Mola. Concretament, es troba vora el límit termenal de ponent, amb accés pel camí rural que surt del Carrer del Forn de Can Sallent de la urbanització el Racó, a nord de la Riera de la Penitenta.
La masia compta amb uns conreus poc extensos i treballats. Segons el cens de l'activitat agrària de l'any 1998, només comptava amb dues hectàrees dedicades a l'horta i 45 hectàrees forestals, una mina d'aigua i una bassa de 10 m³. Habitada permanentment pels seus masovers, des de l'any 1967, que venen les hortalisses conreades a les terres de la masia al mercat de Sabadell.

## Arquitectura
Les característiques principals de la finca és d'un habitatge de grans dimensions amb accés per la part posterior del conjunt edificat i també més elevat. L'edifici es troba emmarcat per un ambient de bosc compacte, i en pendent a migdia vers la riera de la Penitenta. Construcció basada en una ordenació agrupada i amb graons, amb diversos cossos adossats al cos principal conseqüència de les diferents etapes de remodelació tant a l'habitatge familiar com als espais destinats a estables i serveis, amb un pati clos de planta rectangular. Els murs són austers amb argamassa. Les teulades dels cossos adossats presenten nivells, per adequar-se al pendent del terreny.

## Història
La primera referència documental d'aquesta masia data de l'any 1376, sota el nom de Plana de Fogars i vinculada a un propietari conegut com a Bernat de Fogars. Escriptures posteriors, datades entre 1474 i 1490 asseguren que la masia pertanyia a Pere Antic Torrella fins que el 1553 la masia pren el nom dels seus nous propietaris, la família Girbau, que durant algun període serà coneguda com el Girbau de la Plana. L'any 1578 la masia s'esmentava al registre com a pertanyent al terme de Castellar del Vallès. Les referències bibliogràfiques permeten assegurar la pervivència del cognom Girbau fins a l'any 1723.